# Histoire de Melody Nelson
Pour les articles homonymes, voir Melody.
Albums de Serge Gainsbourg
Cannabis
(1970) Vu de l'extérieur
(1973)
Histoire de Melody Nelson est un album de Serge Gainsbourg paru en 1971. C'est son premier album-concept. Il a été écrit en collaboration avec le compositeur et arrangeur Jean-Claude Vannier.

## Mise en perspective de l'œuvre
L'Histoire de Melody Nelson est un pan à part de l'œuvre de Gainsbourg, pouvant se rapprocher musicalement de L'Homme à tête de chou, un autre album concept, paru cinq années plus tard. Rendant hommage aux ouvrages de Vladimir Nabokov, Gainsbourg construit cet album autour d'un récit et d'un jeune personnage féminin, incarné dans le réel par sa muse, Jane Birkin. Celle-ci prête son image (sur la pochette du disque) et sa voix au personnage de Melody Nelson, se contentant de dire son nom dans Melody, Ballade de Melody Nelson et Cargo culte, et n'émettant que quelques rires, gloussements et petits cris dans En Melody.

## Création

### Commentaires de Jean-Claude Vannier
Sur son site Internet, Jean-Claude Vannier livre ses souvenirs de la gestation de l'album, :

« J’ai rencontré Serge Gainsbourg à Londres.
Il logeait dans une petite maison à Chelsea avec Jane, et moi dans une chambre sens dessus dessous à l’hôtel Cadogan, là où Oscar Wilde, un de mes auteurs préférés, passa ses dernières heures de liberté avant d’être jeté en prison. A l’époque, c’était un lieu totalement décadent, mais les lits de travers, les rideaux déchirés, les escaliers branlants, les portes impossibles à ouvrir ni à fermer, le bar mythique fréquenté par Edouard VII et ses maîtresses, et où le garçon ratait une fois sur deux le mélange instable et subtil des Irish coffees, m’enchantaient. Aujourd’hui, le Caddogan est un palace et ses riches occupants ignorent certainement qu’un pauvre forçat a dormi là.
Après l’enregistrement de la musique d’un film de Robert Benayoun, que nous avions écrite ensemble, Serge me parle d’un projet, « Melody Nelson ». Comme j’attends les détails, il me dit : « Je n’ai que le titre. Pas de musiques, pas de paroles, rien. As-tu quelque chose dans tes tiroirs ? » Je me souviens exactement de l’expression, car j’avais alors compris « As-tu quelque chose de méritoire ? »
J’ai écrit certaines musiques, Serge d’autres, et nous avons conçu toute une suite de chansons. Il y en avait même une qui s’appelait « Melody au zoo ». C’était un peu « Bécassine à la plage ». Serge me disait : « À nous deux on est Cole Porter, les paroles et la musique, je suis Cole et tu es Porter ». Alors nous sommes allés au studio, avec une rythmique composée de Big Jim Sullivan, Vic Flick, Dougie Wright et Herbie Flowers. Je jouais les claviers et nous avons enregistré une heure de musique. Toujours pas de texte.
Rentrés à Paris nous avons sélectionné les meilleurs moments, sur lesquels j’ai écrit des cordes, que nous avons enregistrées au studio des Dames avec des musiciens de l’Opéra de Paris. Ensuite, Serge a conçu le texte, l’histoire de Melody Nelson, en s’inspirant de la musique et des cordes. Il était à l’époque très impressionné par les sonnets héroïques de José-Maria de Heredia, et je crois qu’il en reste un parfum, principalement dans « Cargo culte ». Comme nous n’y connaissions rien ni l’un ni l’autre en automobiles, et a fortiori en Rolls-Royce, mon père nous a fourni une liste de noms où Serge a puisé « Silver Ghost », évidemment.
La sortie du disque a été un échec. »

S'agissant des musiciens, personne n'est « en mesure de confirmer de manière certaine leur identité ». Contrairement aux souvenirs de Jean-Claude Vannier, Alan Parker et Dave Richmond « sont les seuls dont la participation aux sessions londoniennes de l'enregistrement d'Histoire de Melody Nelson est avérée ».
Durant les sessions de l'album, Gainsbourg enregistre un nouveau duo avec Jane Birkin intitulée La décadanse qui, absente de l'album dont son thème est éloigné du concept, sort en single, mais est un échec commercial.

## Forme
Gainsbourg abandonne globalement le chant pour une narration où son ton et l'orchestration millimétrée transcendent les textes pour y plonger l'auditeur. Les harmonies ne sont pas sans rappeler Bonnie & Clyde que Gainsbourg a composé en une nuit pour une autre de ses muses, Brigitte Bardot. La basse et la batterie, notamment sur En Melody, sont plutôt dans un funk[réf. souhaitée] légèrement ralenti, et avec un son typique de la fin des années soixante.
Les thèmes s'enchevêtrent et se répondent, les saillies mélodiques (notamment les chœurs et les violons) sont saupoudrées au fil de l'album (discrets motifs de Melody que l'on retrouve dans le titre L'hôtel particulier) puis deviennent lyriques pour finir en gloire. L'opus peut d'ailleurs s'écouter en boucle parfaite, hypnotique par l'usage de l'ostinato. Ces thèmes créent une unité de corps et, à la fois, un enchaînement de surprises.
La construction du disque tourne autour du chiffre 7 : en effet, chiffre porte-malheur de l'héroïne de l'histoire, Gainsbourg raconte ses malheurs dans Melody (elle se fait renverser par une voiture menant à la rencontre avec le narrateur) et Cargo culte (elle est morte dans l'accident aérien d'un Boeing 707) qui font toutes deux 7 minutes. De plus, l'album comporte 7 chansons pour une durée de près de 28 minutes (soit 7 fois 4 minutes). C'est l'une des raisons qui explique l'absence de la courte chanson Melody lit Babar prévue pour être placée vers le milieu du disque puis enlevée pour rester à 7 chansons.
Une vidéo mettant en image l'album complet, intitulée Melody, a été réalisée en 1971 par Jean-Christophe Averty. Entre long clip et film musical, on y voit Serge Gainsbourg et Jane Birkin jouant les scènes de l'album, évoluant soit sur des décors de studio, soit sur des peintures de peintres surréalistes et autres (Salvador Dalí, Paul Delvaux, Max Ernst, Félix Labisse, René Magritte et Henri Rousseau) ou d'autres graphismes de style psychédélique.

## Résumé
C'est l'histoire de Melody Nelson, une jeune fille aux cheveux rouges, une « adorable garçonne » (Ballade de Melody Nelson), âgée d'une quinzaine d'années. Dans Melody, à vélo, elle est percutée par la Rolls Royce Silver Ghost 1910 à 26 chevaux de Serge Gainsbourg. Dans un parti pris subjectif et émotionnel, l'auteur dévoile les sentiments et les doutes du narrateur (Valse de Melody et Ah Melody), puis, une romance s'ensuit (L'hôtel particulier). L'album se termine sur la perte de la jeune fille, dont l'avion, un Boeing 707 à destination de Sunderland, s'écrase (causant l'étonnante quête spirituelle du final, faisant référence au culte du cargo). Après l'accident, le narrateur cherche à retrouver Melody dans ce Cargo Culte plein de ferveur.

## Liste des titres
| 1. | Melody                   | Auteur Gainsbourg, Compositeur Gainsbourg | 7:34 |
| 2. | Ballade de Melody Nelson | Auteur Gainsbourg, Compositeur Vannier    | 2:00 |
| 3. | Valse de Melody          | Auteur Gainsbourg, Compositeur Gainsbourg | 1:32 |
| 4. | Ah ! Melody              | Auteur Gainsbourg, Compositeur Vannier    | 1:46 |

| 5. | L'hôtel particulier | Auteur Gainsbourg, Compositeur Gainsbourg | 4:08 |
| 6. | En Melody           | Auteur Gainsbourg, Compositeur Vannier    | 3:27 |
| 7. | Cargo culte         | Auteur Gainsbourg, Compositeur Vannier    | 7:37 |

## Crédits

### Artistes
Les musiciens ne sont mentionnés ni sur le vinyle ni sur le CD. Il y eut de nombreuses spéculations et controverses parmi les fans de l'album, notamment concernant la basse (longtemps attribuée à Herbie Flowers). Pour ce qui concerne les cordes (violonistes, altistes et violoncellistes), c'est Jean-Claude Vannier qui s'occupait spécialement de cette partie. Pierre Llinares est, de source sûre, un de ces musiciens (violon et alto). D'après les dernières recherches effectuées par l'équipe de réédition de l'album pour l'édition du 40e anniversaire en 2011 (Sébastien Merlet, Andy Votel, Jérémie Szpirglas), les chœurs et musiciens de session sont les suivants :
- Serge Gainsbourg : chant, composition
- Jane Birkin : voix
- Alan Parker : guitare électrique
- Dave Richmond : basse
- Jean-Luc Ponty : violon solo sur (6)
- Jean-Claude Vannier : piano, composition et arrangement
- Dougie Wright (présumé) : batterie
- Marc Chantereau (présumé)[7] : timbale sur (7)
- Jean-Pierre Sabar : harmonium[8] sur (7)
- Georges Barboteu : cor solo sur (4)
- Jeunesses musicales de France : chœurs

### Production
- Composition, orchestration, direction musicale : Jean-Claude Vannier
- Prise de son guitare, basse, batterie : Marble Arch, Londres (21-23 avril 1970)
- Prise de son cordes et voix : Jean-Claude Charvier
- Assistant : Rémy Aucharles
- Production : Jean-Claude Desmarty
- Mastering : Jean-Marie Guérin
- Réédition : Jean-Yves Billet

## Pochette de l'album
Sur la pochette du disque est représenté Jane Birkin avec des cheveux rouges, courts, et apparaissant plus jeune que son âge, pour faire écho aux paroles de Serge Gainsbourg dans l'album : « Melody Nelson a les cheveux rouges et c'est leur couleur naturelle {{..}}, mais ses jours étaient comptés, quatorze automnes et quinze étés {{..}}, une adorable garçonne ». Jane Birkin tient également dans ses bras son singe en peluche Munkey, qu'elle possède depuis l'enfance. Tony Frank est l'auteur de la photo. Ne voulant pas montrer sa grossesse à l’image, alors enceinte de Charlotte Gainsbourg, Jane Birkin avait ramené sa peluche qui lui permet de cacher son ventre. À onze ans, elle commence à écrire un journal intime Munkey Diaries qui est adressé à son singe en peluche, objet transitionnel, et qui est comme un antidote à la solitude de la pension, et plus tard dans les moments importants de sa vie. Jane Birkin garde cette peluche jusqu'à la mort de Serge Gainsbourg en 1991, et elle confie en 2018 au sujet de sa peluche : « Il repose à ses côtés, dans le cercueil, comme pour un pharaon. Il avait écrit une chanson à son propos, Orang Outan, et il figure sur la pochette de L'Histoire de Melody Nelson ». Dans sa première autobiographie Jane Birkin, Munkey Diaries - Journal 1957-1982, parue en 2018, on voit également sur la couverture, Jane Birkin, enfant, tenant dans son bras sa peluche Munkey,,. Dans la vidéo mettant en image l'album complet, intitulée Melody, qui a été réalisée en 1971 par Jean-Christophe Averty, Jane Birkin apparaît néanmoins avec les cheveux châtains, longs, et ses vingt-cinq ans.

## Accueil et postérité
Ecoulé à plus de 100 000 exemplaires et certifié disque d'or en 1983, Melody Nelson est reconnu aujourd'hui comme un album important et influent pour d'autres musiciens. Son influence dépasse aussi largement le cadre national, avec outre le groupe français Air, David Holmes, Placebo, Lenny Kravitz, Jarvis Cocker du groupe Pulp, Portishead et Beck, qui dans son album de 2002 Sea Change signe un titre, Paper Tiger, comportant des parties instrumentales du morceau Melody. De La Soul sort également Held Down qui reprend l'instrumental de Ah ! Melody. Alex Turner du groupe Arctic Monkeys cita Histoire de Melody Nelson parmi ses influences pour la composition du concept-album de 2018 Tranquility Base Hotel and Casino.
Jean-Claude Vannier joua l’album au Barbican de Londres, le 21 octobre 2006, avec comme invités vocaux Jarvis Cocker, Badly Drawn Boy, Brigitte Fontaine, Mick Harvey et le chanteur principal des Super Furry Animals, Gruff Rhys. Vannier joua l’album dans son intégralité, ainsi que son album solo, L’Enfant assassin des mouches.
Une nouvelle représentation a été donnée au Hollywood Bowl de Los Angeles, le 28 août 2011. Pour accompagner Jean-Claude Vannier, une ribambelle de talents internationaux a répondu présent : Beck, Sean Lennon, Charlotte Kemp Muhl, Ed Droste (en), Victoria Legrand (en), Mike Patton, China Forbes (Pink Martini), Zola Jesus, Joseph Gordon-Levitt et Lulu Gainsbourg - accompagnés du Los Angeles Symphonic Orchestra[réf. nécessaire].
Pour fêter les quarante ans de l'album, un coffret de luxe sort en 2011 avec des versions alternatives et des bonus inédits.
Par ailleurs, certains albums, manifestement postérieurs à la sortie de Melody Nelson, sont basés sur le travail de Serge Gainsbourg. En témoigne l'album du producteur Danger Mouse accompagné de Daniele Luppi dans le projet « Rome », dont les sonorités de basses rondes ainsi que les arpèges de guitares sont vraisemblablement inspirés de Melody Nelson.
Selon l'édition française du magazine Rolling Stone, cet album est le 4e meilleur album de rock français.
Le 12 novembre 2013, une réédition en multicanal sort sur le nouveau format Blu-ray Pure Audio. En plus du mixage original (en stéréo et 5.1) sont incluses l'intégralité des prises alternatives.

## Reprises
Gainsbourg lui-même interprète Valse de Melody en concert dans Le Zénith de Gainsbourg en 1989.
- Cargo Culte : reprise de la ligne de basse par Mirwais (2001) dans V.I. (The Last Words She Said Before Leaving), et samplée par Portishead sur un remix de Karmacoma de Massive Attack.
- Ah Melody : reprise de la ligne de basse et de la partie guitare, samplée et découpée par De La Soul (2001) dans Held Down sur l'album AOI: Bionix ; Emperor Penguin a également samplée la partie de guitare sur la chanson Mood Mound.
- En Melody : reprise des premières mesures sur Not Over Till The Fat Lady Plays The Demo par De La Soul (1991) sur l'album De La Soul Is Dead ; Kahimi Karie (1995).
- L'Hôtel particulier : Les Rita Mitsouko (1993) ; Mick Harvey (1997) ; Benjamin Biolay (2002) ; Michael Stipe (2006) ; Eric Elmosnino (2010).
- Ballade de Melody Nelson : Howie B dans la compilation I Love Serge (2001) ; Placebo (2006)[18] ; Mick Harvey dans son album Intoxicated Man / Pink Elephants (1997) dans une version en anglais intitulée The Ballad Of Melody Nelson ; l'introduction du titre fut reprise par le guitariste Josh Klinghoffer lors du concert des Red Hot Chili Peppers au Stade de France le 30 juin 2012.
- Medley de l'album dans l'émission Taratata no 323 le 11 septembre 2009 par M et Général Elektriks.
- Histoire de Melody Nelson, Holkash, album arrangé par Simon Fache (2012).
- Sur l'album de reprises en anglais Monsieur Gainsbourg Revisited, sorti en 2006, figurent deux titres issus de l'Histoire de Melody Nelson.
- Le groupe Placebo réinterprète la Ballade de Melody Nelson (The Ballad Of Melody Nelson) et Michael Stipe, chanteur de R.E.M., L'Hôtel Particulier (L'Hôtel)[réf. nécessaire].